# Helius lectus
Helius lectus är en tvåvingeart som beskrevs av Alexander 1936. Helius lectus ingår i släktet Helius och familjen småharkrankar. Inga underarter finns listade i Catalogue of Life.